# Gachetá
Gachetá é um município da Colômbia, localizado na província Guavio, departamento de Cundinamarca.